# Санкт-Мартин-им-Мюлькрайс
Санкт-Мартин-им-Мюлькрайс (нем. Sankt Martin im Mühlkreis) — ярмарочная коммуна (нем. Marktgemeinde) в Австрии, в федеральной земле Верхняя Австрия. 
Входит в состав округа Рорбах.  Население составляет 3585 человек (на 31 декабря 2005 года). Занимает площадь 35 км². Официальный код  —  41332.

## Политическая ситуация
Бургомистр коммуны — Хайнц Миттермайр (АНП) по результатам выборов 2003 года.
Совет представителей коммуны (нем. Gemeinderat) состоит из 25 мест.
- АНП занимает 16 мест.
- СДПА занимает 8 мест.
- АПС занимает 1 место.